# 古沢塚山古墳
古沢塚山古墳（ふるさわつかやまこふん）は、富山県富山市古沢にある古墳。形状は前方後円墳。史跡指定はされていない。

## 概要
富山県中央部、富山平野・射水平野を隔てる呉羽山丘陵上の尾根頂部（標高約86メートル）に築造された古墳である。1975年（昭和50年）の富山市教育委員会による古墳分布の測量調査の際に発見されたが、現在までに発掘調査は実施されていない。
墳形は前方後円形で、前方部を南東方に向ける。墳丘長は約42メートル、後円部直径は約25メートルを測る。墳丘北側・東側にはテラス（幅約5メートル）を有する。埋葬施設等の詳細は明らかでない。
この古沢塚山古墳は、墳形などより古墳時代中期頃の築造と推定される。呉羽山丘陵の古墳は、前期古墳が富山平野側（東方）を意識して築造される一方、中期・後期古墳は射水平野側（西方）を意識して築造されており、本古墳は古墳時代中期における勢力変化を示唆する古墳になる。その築造背景として、4世紀中葉の湿潤期には神通川が流路を変えるほどの大洪水となるなどの影響で人々の生活が希薄になったとされ、5世紀代に古沢塚山古墳の被葬者がヤマト王権とのつながりのもと社会を復興したとする説がある。また富山県内では中期の前方後円墳は他に朝日潟山古墳（氷見市）のみと珍しく、日本列島全体としても中期古墳としては日本海側沿岸部で最北に所在する点で注目される古墳になる。

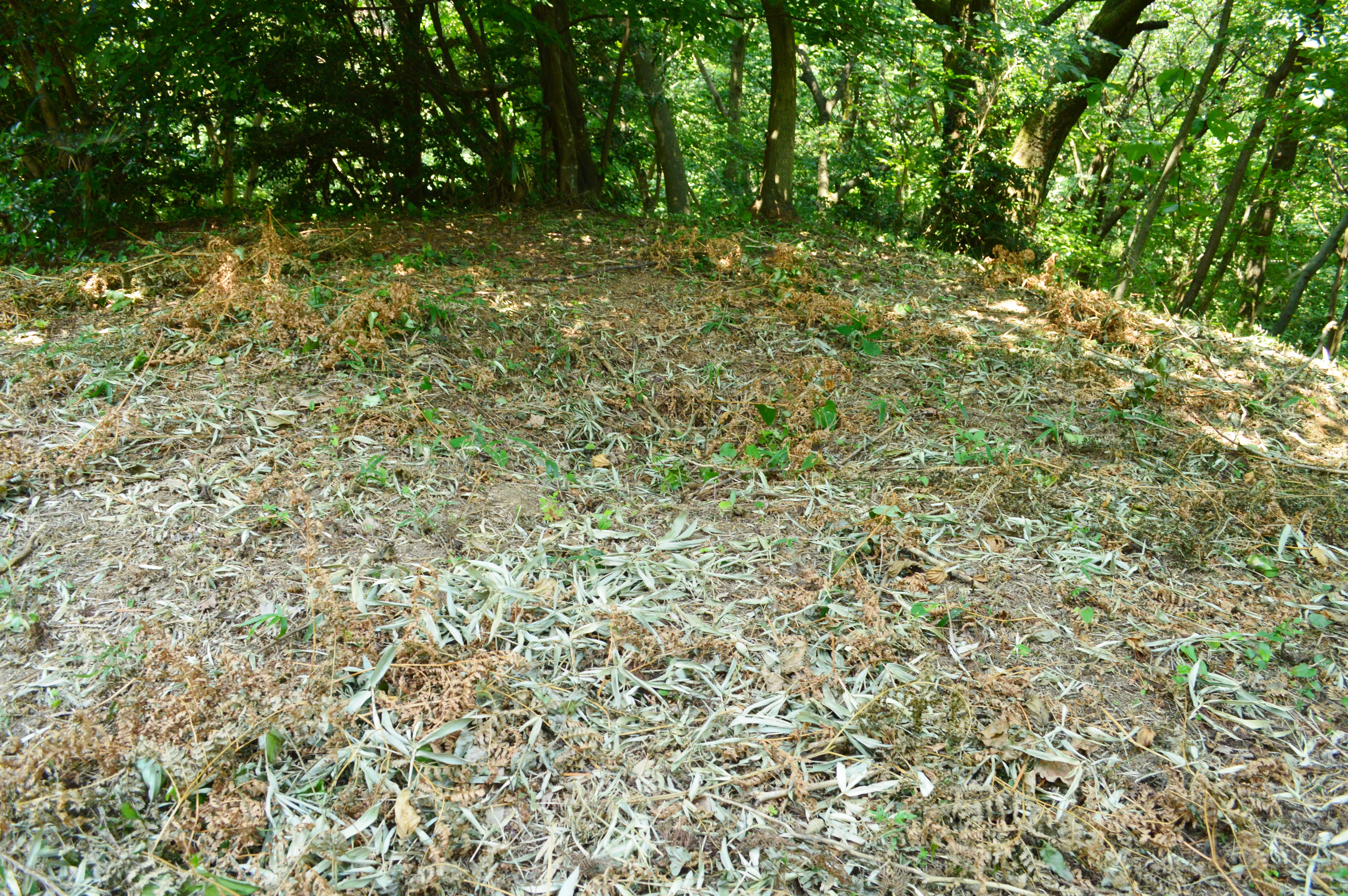
後円部墳頂
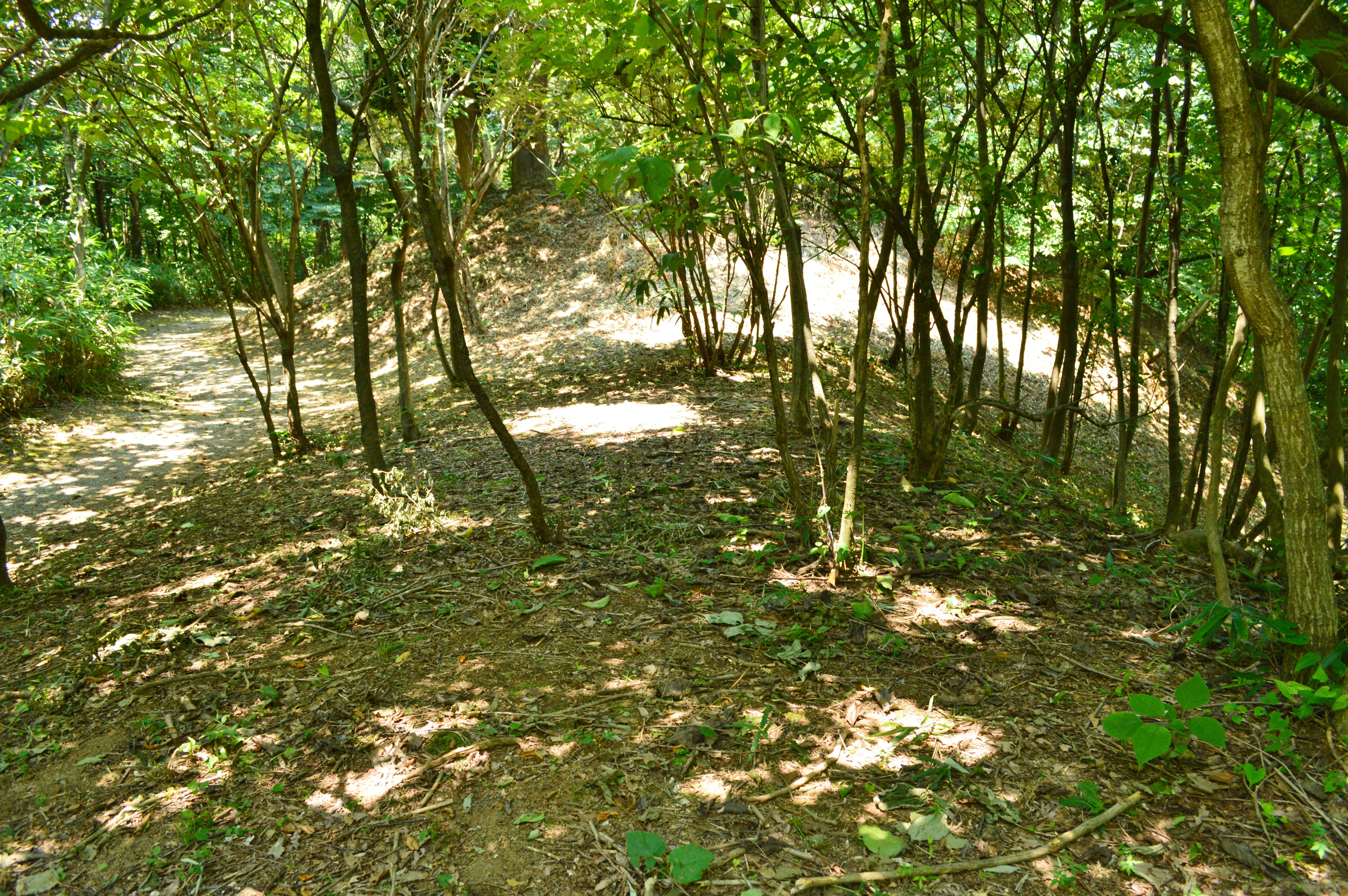
前方部から後円部を望む
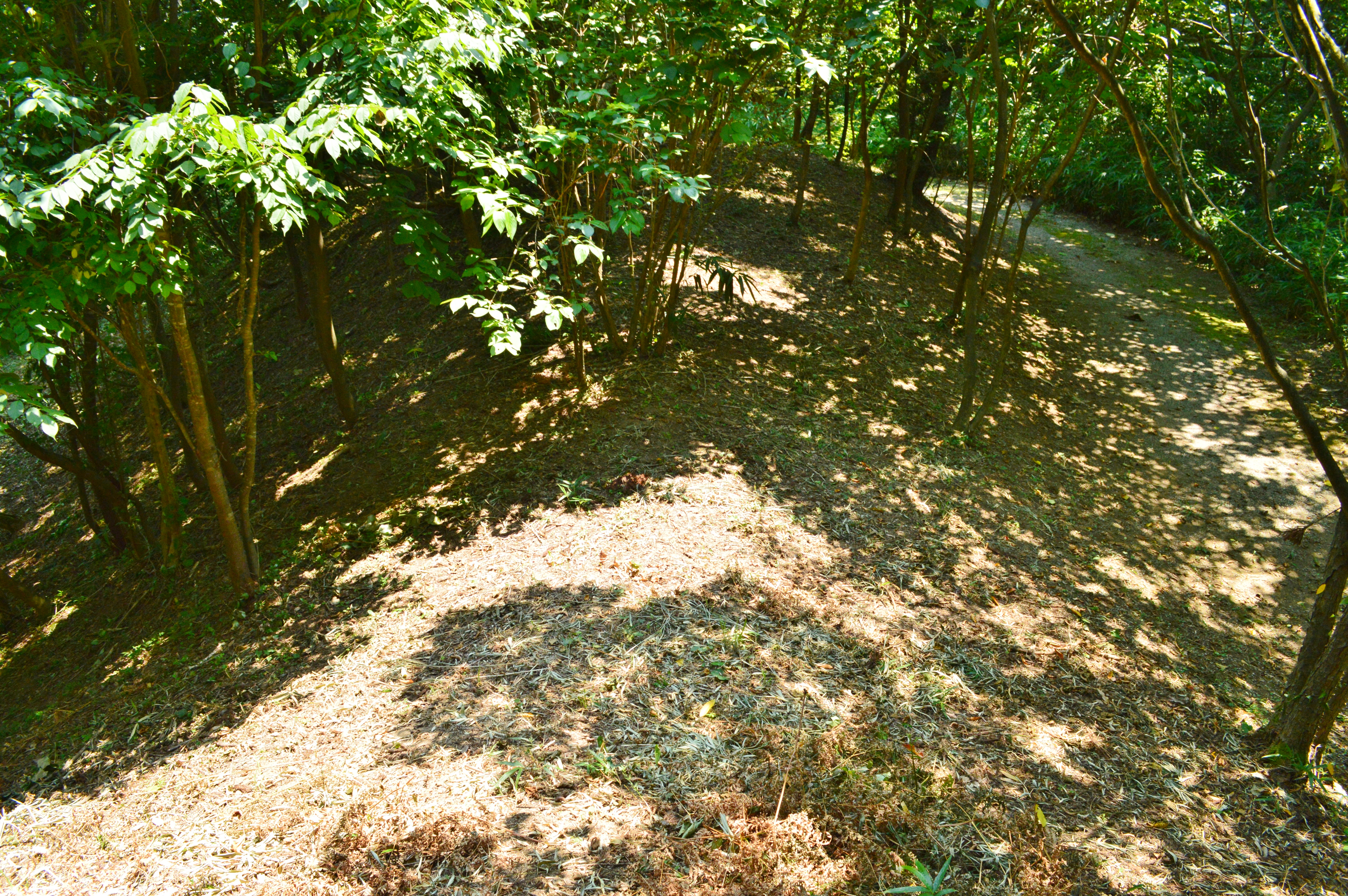
後円部から前方部を望む
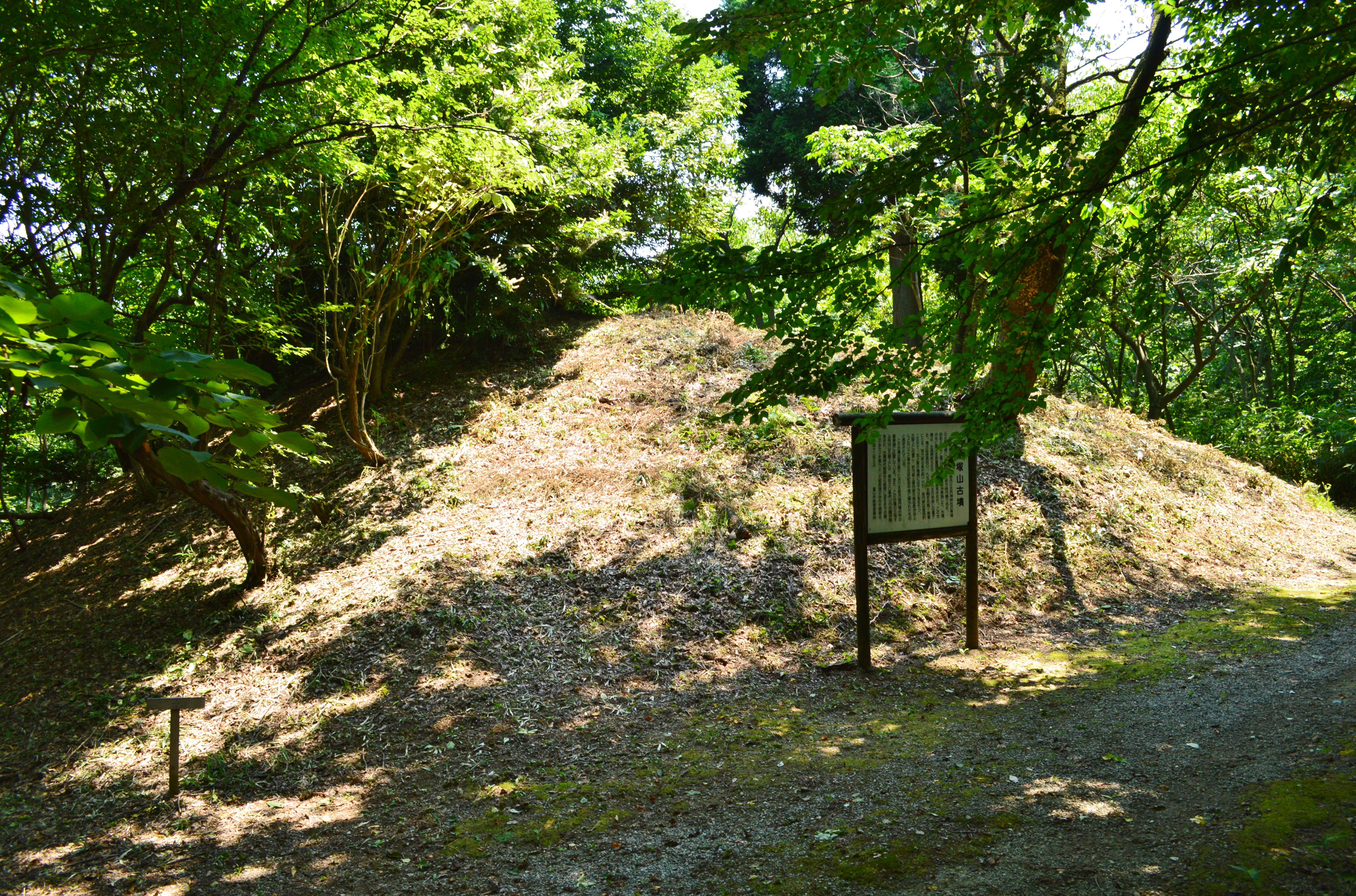
後円部墳丘・説明板